# Valvignères
Valvignères ist eine französische Gemeinde im Département Ardèche in der Region Auvergne-Rhône-Alpes. Nachbargemeinden sind Saint-Andéol-de-Berg im Nordwesten, Alba-la-Romaine im Norden, Saint-Thomé im Osten, Larnas im Südosten, Gras im Süden und Saint-Maurice-d’Ibie im Westen. Die Bewohner nennen sich Valvignérois.

## Bevölkerungsentwicklung
| Jahr                       | 1962 | 1968 | 1975 | 1982 | 1990 | 1999 | 2008 | 2017 |
| -------------------------- | ---- | ---- | ---- | ---- | ---- | ---- | ---- | ---- |
| Einwohner                  | 329  | 341  | 311  | 318  | 336  | 377  | 421  | 466  |
| Quellen: Cassini und INSEE |      |      |      |      |      |      |      |      |

## Sehenswürdigkeiten
- Romanische Kirche Saint-Symphorien

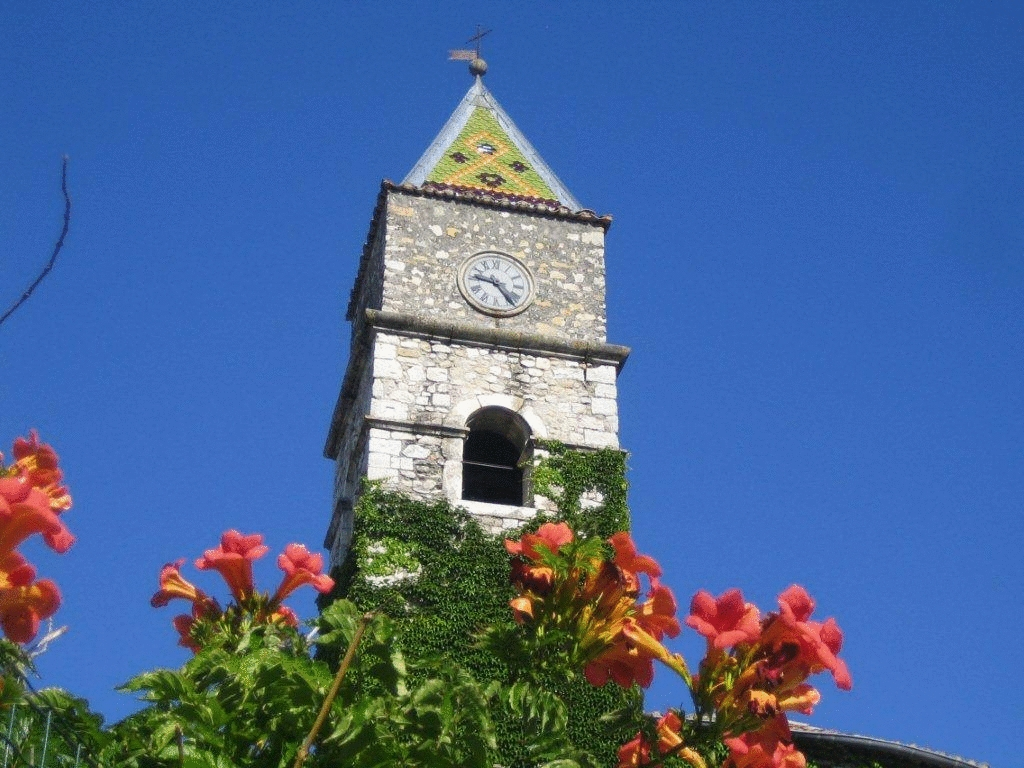
Kirche Saint-Symphorien